# Meridiano 13 E
O meridiano 13 E é um meridiano que, partindo do Polo Norte, atravessa o Oceano Ártico, Oceano Atlântico, Europa, África, Oceano Antártico, Antártida e chega ao Polo Sul. Forma um círculo máximo com o meridiano 167 W.
Começando no Polo Norte, o meridiano 13º Este tem os seguintes cruzamentos:
| País, território ou mar        | Notas                                                                           |
| ------------------------------ | ------------------------------------------------------------------------------- |
| Oceano Ártico                  |                                                                                 |
| Noruega                        | Ilha de Spitsbergen, Svalbard                                                   |
| Oceano Atlântico               | Mar da Noruega                                                                  |
| Noruega                        | Ilha de Moskenesøya                                                             |
| Oceano Atlântico               | Mar da Noruega                                                                  |
| Noruega                        | Diversas ilhas e o continente                                                   |
| Suécia                         | Passa no Lago Vener                                                             |
| Øresund                        |                                                                                 |
| Suécia                         | Passa em Malmö                                                                  |
| Mar Báltico                    |                                                                                 |
| Alemanha                       | Passa a oeste de Berlim                                                         |
| Chéquia                        |                                                                                 |
| Alemanha                       |                                                                                 |
| Áustria                        |                                                                                 |
| Alemanha                       | Em cerca de 3 km                                                                |
| Áustria                        | Em cerca de 13 km - Passa a oeste de Salzburgo                                  |
| Alemanha                       |                                                                                 |
| Áustria                        |                                                                                 |
| Itália                         |                                                                                 |
| Mar Adriático                  |                                                                                 |
| Itália                         |                                                                                 |
| Mar Mediterrâneo               | Passa entre as Ilhas Pontinas, Itália · Passa a oeste da ilha de Ustica, Itália |
| Itália                         | Sicília                                                                         |
| Mar Mediterrâneo               | Passa a leste da ilha de Linosa, Itália                                         |
| Líbia                          | Passa a oeste de Tripoli                                                        |
| Níger                          |                                                                                 |
| Nigéria                        |                                                                                 |
| Camarões                       |                                                                                 |
| Gabão                          |                                                                                 |
| República do Congo             |                                                                                 |
| Angola                         | Em cerca de 15 km - Enclave de Cabinda                                          |
| República Democrática do Congo |                                                                                 |
| Angola                         |                                                                                 |
| Oceano Atlântico               |                                                                                 |
| Angola                         | Em cerca de 7 km - Ponta das Palmeirinhas                                       |
| Oceano Atlântico               |                                                                                 |
| Angola                         |                                                                                 |
| Namíbia                        |                                                                                 |
| Oceano Atlântico               |                                                                                 |
| Oceano Antártico               |                                                                                 |
| Antártida                      | Terra da Rainha Maud, reclamada pela Noruega                                    |